# Krążenie małe
Krążenie małe, krążenie mniejsze, krwiobieg mały – część krwiobiegu u niektórych zwierząt z układem krwionośnym zamkniętym: głowonogów i licznych kręgowców, w tym człowieka, której rolą jest dostarczanie krwi odtlenowanej do narządów oddechowych i zabranie z nich krwi natlenowanej.
Wyodrębnianie się krążenia ogólnego i krążenia małego ma związek z ewolucją wydajniejszych, bardziej wyspecjalizowanych narządów oddechowych. Jego celem jest zapobieżenie mieszaniu się krwi natlenowanej z krwią odtlenowaną i tym samym poprawa efektywności układu krążenia.
U głowonogów krążenie małe zaczyna się w sercach skrzelowych, zbierających odtlenowaną krew z krwiobiegu dużego. Serca te wtłaczają krew przez naczynia skrzelowe wstępujące do blaszek skrzelowych, gdzie oddaje ona dwutlenek węgla i pobiera tlen. Ponadto w więzadłach skrzelowych produkowana jest hemocyjanina. Z blaszek skrzelowych natlenowana krew zabierana jest przez zstępujące naczynia skrzelowe (żyły skrzelowe) do przedsionków serca, gdzie mały obieg się kończy.

## Krążenie płucne
U kręgowców realizacja dwóch obiegów krwi pojawia się w linii ewolucyjnej czworonogów i wygląda inaczej. Ponieważ mały obieg związany jest z płucami, nazywa się go w tej grupie także krążeniem płucnym. Żyła płucna pojawia się już u trzonopłetwych.  U płazów następuje zanik naczyń dwóch pierwszych łuków skrzelowych, przerwanie ciągłości aort między naczyniami łuku trzeciego i czwartego oraz, najpierw częściowy, a potem całkowity podział przedsionka serca mięśniową przegrodą międzyprzedsionkową. Do pełnej separacji krwiobiegów dochodzi u gadów. Naczynia czwartego łuku skrzelowego przekształcone są u nich w łuki aorty, a w sercu oprócz dwóch przedsionków z dwoma odrębnymi zastawkami występuje częściowy, a u krokodyli całkowity podział komory, przy czym już przy podziale częściowym jaszczurek nie dochodzi do mieszania się krwi odtlenowanej z natlenowaną. Ponadto stożek tętniczy zastąpiony u gadów został trzema rurowatymi tętnicami: z prawej komory wychodzą tętnica płucna i aorta lewa, a z lewej komory wychodzi aorta prawa. Dalsze usprawnienia następują u ptaków i ssaków. Mają one serce złożone z dwóch przedsionków i dwóch komór, a zatoka żylna zwykle częściowo lub w całości tkwi w ścianie przedsionka. U ptaków i stekowców do przedsionka lewego uchodzi jedna żyła płucna, a u łożyskowców 2–4 żyły płucne. Z prawej komory serca ptaków i ssaków wychodzi tylko tętnica płucna, a z lewej komory tylko aorta.
Krążenie płucne u ptaków i ssaków, w tym u człowieka, przedstawia się więc następująco: rozpoczyna się w prawej komorze serca, stamtąd pniem płucnym i tętnicami płucnymi krew odtlenowana dociera do naczyń włosowatych pęcherzyków płucnych, gdzie zachodzi wymiana gazowa. Następnie krew natlenowana powraca żyłami płucnymi do  lewego przedsionka serca. W krążeniu płucnym (małym), odwrotnie niż w krążeniu ogólnym (dużym), tętnice prowadzą krew odtlenowaną, a żyły krew utlenowaną.